# أنظمة أمن الإنترنت في آي بي إم
تعد شركة IBM Internet Security Systems، التي كانت تُعرف سابقاً باسم Internet Security Systems ، والتي تُعرف في كثير من الأحيان باسم ISS أو ISSX (بعد رمز مؤشر NASDAQ السابق لها) مزوداً لبرامج الأمان التي تأسست عام 1994. تم شراء الشركة من قبل شركة آي بي إم في عام 2006.

## نبذه في التاريخ
في عام 1992، أثناء المشاركة في معهد جورجيا للتكنولوجيا، طوّر كريستوفر كلاوس النسخة الأولى من برنامج Internet Security Scanner. في عام 1994، أسس كريس كلاوس أنظمة أمان الإنترنت (ISS) لزيادة تطوير وتسويق ماسحة أمان الإنترنت، والتي أصبحت فيما بعد ماسحة الإنترنت. على الرغم من أن كريس كلاوس هو المساهم الأكبر، فقد تولى منصب كبير المسؤولين في التكنولوجيا، بينما تم تعيين توم نونان (Tom Noonan) في منصب الرئيس التنفيذي في عام 1995.
في عام 1996، قاد ديفيد ستروم (David Strohm) من Greylock Ventures و Bob Davoli من Sigma Partners، الجولة الأولى من استثمار رأس المال الاستثماري في ISS. في عام 1997، استثمر أيضاً Ted Schlein من Kleiner Perkins وATT Ventures في الجولة التالية. كان الطرح العام الأولي للشركة في بورصة ناسداك في يوم 23 من شهر مارس في عام 1998.
تم اتباع منتجات أخرى في مساحة برنامج الأمان ، بما في ذلك Network Sensor و Server Sensor والتي تم تطويرها على حد سواء داخل الشركة. في عام 1998 ، استحوذت ISS على شركة March Information Systems في المملكة المتحدة ، وأعدت تسمية منتج Security Manager الخاص بها باسم System Scanner . في نفس الوقت تقريباً، استحوذت ISS على شركة DbSecure ، التي أسسها إريك جونزاليس وآرون سي نيومان، لإضافة حل أمان قاعدة بيانات لمنتجاتهم. تم إعادة تسمية المنتج DbSecure كـ Scanner Database. بعد ذلك، حصلت ISS على Network ICE ودمجت تقنية BlackICE في مجموعة منتجات ISS.
في عام 2004 ، استقال كريس كلاوس من دوره كمدير للتكنولوجيا لمتابعة المصالح الأخرى، على الرغم من أنه ظل مساهماً كبيراً ولعب دوراً كبيراً كمستشاري الأمن في الشركة. تولى كريس رولاند (Chris Rouland) دوره كرئيس للتكنولوجيا.
في يوم 23 من شهر أغسطس بعام 2006 ، أعلنت IBM عن عزمها شراء أنظمة أمان الإنترنت مقابل 1.36 مليار دولار وشركتها الفرعية اليابانية ISS KK مقابل 570 مليون دولار إضافية. بلغ إجمالي حجم صفقة الاستحواذ 1.93 مليار دولار. في يوم 16 في شهر أكتوبر بعام 2006 ، تمت الموافقة على الصفقة من قبل مساهمي ISS.

## منتجات
قامت IBM منذ ذلك الحين بإيقاف منتج توقيع ISS ، وهو جهاز الأمن متعدد الوظائف Proventia. حدث هذا بعد انخفاض طويل في الدعم الفني وخدمة تجديد الترخيص المرتبطة بالمنتج.
تتضمن مجموعات المنتجات الحالية والسابقة لـ ISS:
- BlackICE
- ماسحة الإنترنت (Internet Scanner) [10]
- مستشعر وحساس الشبكة (Network Sensor) [11]
- Proventia
- RealSecure
- مدير السجل الآمن (Secure Log Manager)
- خادم الاستشعار (Server Sensor)
- حامي الموقع (Site Protector)
- ماسح النظام (System Scanner)

تشمل المنتجات المدعومة حالياً:
- Endpoint Secure Control
- Enterprise Scanner
- Internet Scanner
- IBM Open Signatures
- IBM Security Network Intrusion Prevention System (IPS)[12]
- Proventia Desktop
- Proventia Management SiteProtector[13]
- Proventia Management SiteProtector Web Console
- Proventia Network Mail Security
- Proventia Network Multi-Function Security
- Proventia Server Intrusion Prevention System for Linux[14]
- Proventia Server Intrusion Prevention System for Windows
- Proventia Web Application Security
- Proventia Web Filter
- Virtual Server Protection for VMWare[15]

## الموقع
يقع المقر الرئيسي لشركة IBM Internet Security Systems في ساندي سبرينجز ، بالقرب من أتلانتا ( جورجيا ، الولايات المتحدة). حتى أواخر عام 2003 ، كان للشركة أنشطة تطوير مهمة في ماونتن فيو ( كاليفورنيا ، الولايات المتحدة) ، ريدينغ ( المملكة المتحدة ) وسيدني (أستراليا) ، ولكن تم نقل جميع التطويرات إلى أتلانتا. كما تحتفظ الشركة بمكاتب المبيعات في جميع أنحاء العالم.
توفر IBM Security Solutions التي تقدم الدعم لمنتجات IBM Internet Security Systems مكاتب مركز دعم في جميع أنحاء العالم 
- Sandy Springs ، بالقرب من أتلانتا ( جورجيا ، الولايات المتحدة) (حيث يقع المقر الرئيسي لشركة IBM Internet Security Systems)
- بروكسل ، بلجيكا
- بريسبان ، أستراليا
- طوكيو ، اليابان
- بنغالور ، الهند
- هورتولانديا ، البرازيل
- ساوثفيلد ، ميشيغان ، الولايات المتحدة
- تورنتو ، أونتاريو ، كندا
- بولدر ، الولايات المتحدة
- كراكوف ، بولندا
- هيريديا، كوستاريكا

## روابط خارجية
- موقع شركة IBM Internet Security Systems
- أرشيف الأوراق الفنية والمرافق ل RealSecure